# 豊橋商工信用組合

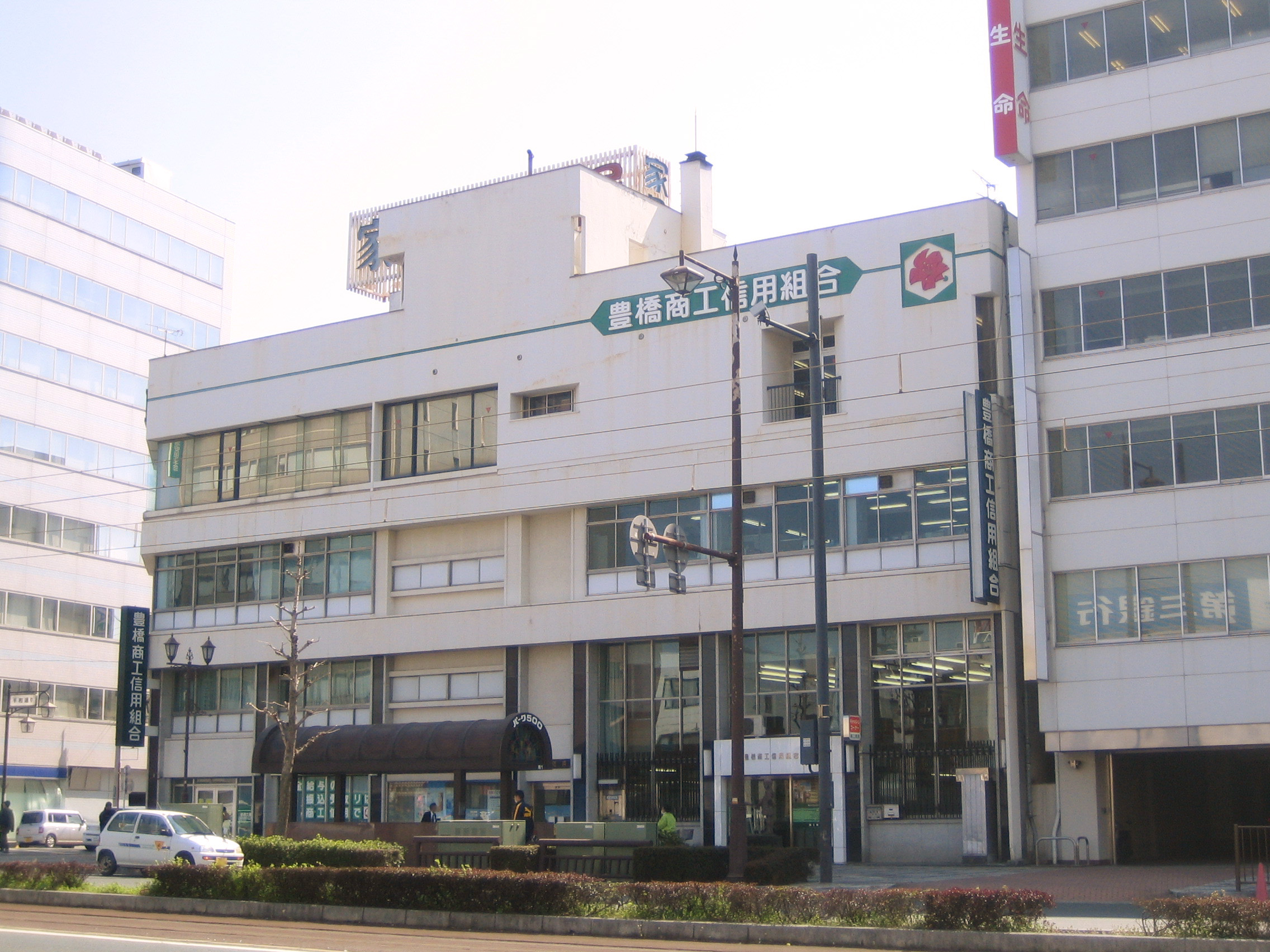
豊橋商工信用組合本店（移転前）

豊橋商工信用組合（とよはししょうこうしんようくみあい）は、愛知県豊橋市に本店を置く信用組合。

## 営業地区
豊橋市・豊川市・新城市（旧鳳来町および作手村を除く）・田原市・静岡県湖西市
（太字箇所には店舗、出張所を配置）

## 沿革
- 1952年（昭和27年）6月17日 - 豊橋商工信用組合が発足
- 1967年（昭和42年）4月1日 - 豊川市、渥美郡（現・田原市）、宝飯郡に営業区域を拡張
- 1993年（平成5年）4月27日 - 新城市（当時の市域）に営業区域を拡張
- 1995年（平成7年）3月16日 - 連結対象子会社のしんゆう信用保証を設立
- 2002年（平成14年）6月27日 - 静岡県湖西市に営業区域を拡張
- 2016年（平成28年）12月5日 - 一部支店を有人出張所に営業形態変更予定